# Tòfona d'arenal (grup de bolets)
Les tòfones d'arenal, també anomenades turmes i tòfones del desert, són tòfones de zones àrides i semiàrides de la regió mediterrània i l'Orient Mitjà.
Principalment corresponen a espècies dels gèneres Terfezia i Tirmania, però també a d'altres menys conegudes com les espècies dels gèneres Picoa, Mattirolomyces i Loculotuber.
Pertanyen a la família de les pezizàcies. Formen micorrizes amb espècies d'heliantems (Helianthemum sp.), estepes i, menys sovint, amb alzines, roures i pins.

## Espècies
Les espècies de tòfones d'arenal més corrents, són:
- Terfezia claveryi, tòfona d’arenal
- Terfezia arenaria, turma d'heliantem maculat
- Terfezia leptoderma, turma de llebre
- Picoa juniperi, turma negra